# 오디오 멀티코어 케이블

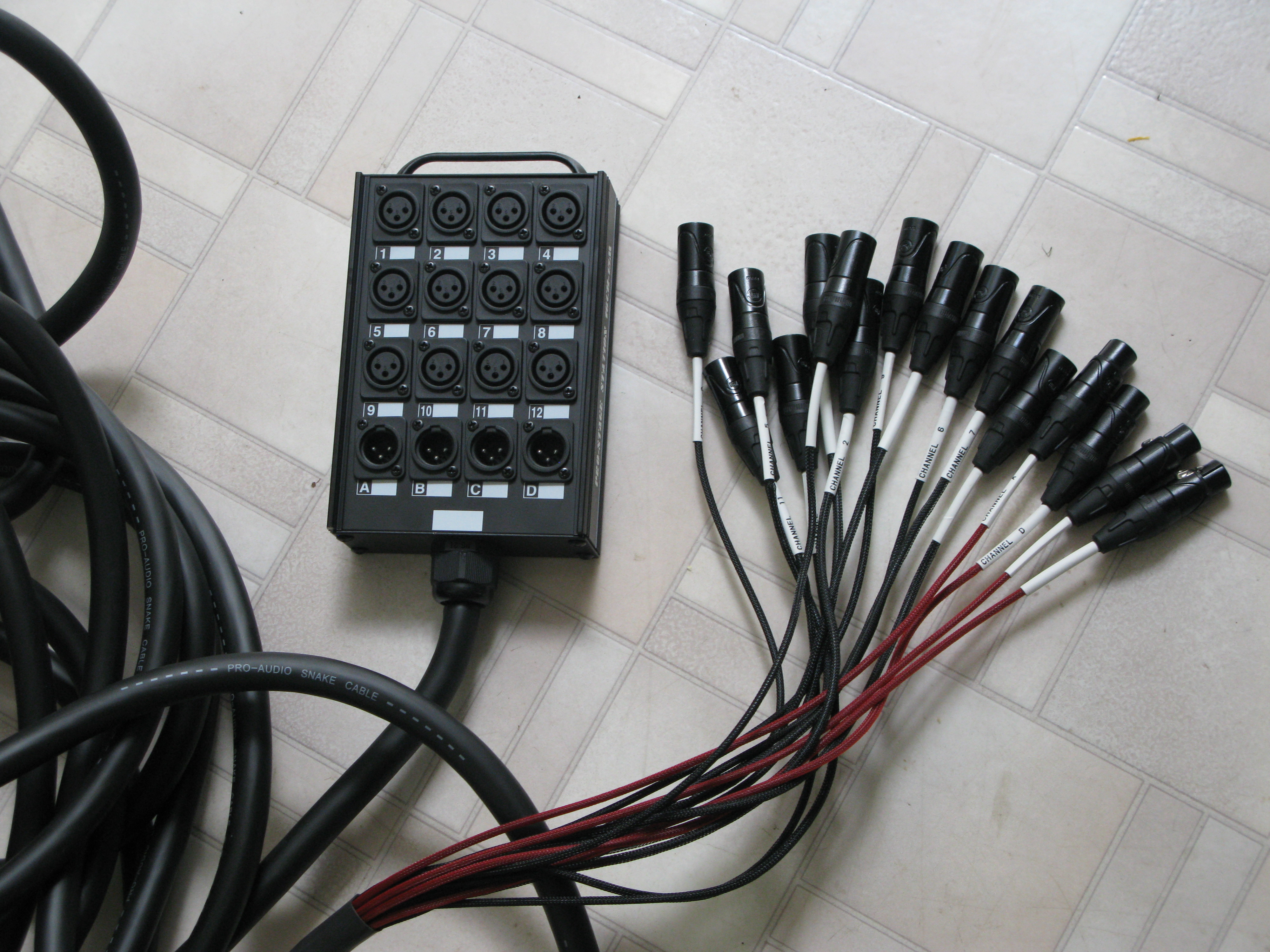
XLR 커넥터와 스테이지 박스가 있는 표준 아날로그 멀티코어 케이블 (12개의 송신 및 4개의 반환)

오디오 멀티코어 케이블(영어: Audio multicore cable, 종종 구어적으로 멀티코어(multicore), 스네이크 케이블(snake cable) 또는 스네이크라고 불림)은 일반적으로 하나의 튼튼한 외부 피복 안에 4~64개의 개별 오디오 케이블을 포함하는 두꺼운 케이블이다. 오디오 멀티코어 케이블은 오디오 녹음, 음향 보강, PA 시스템 및 방송과 같이 두 위치 사이에 많은 오디오 신호를 전달하는 데 사용된다. 멀티코어는 종종 마이크나 악기에서 오디오 믹서로 많은 신호를 라우팅하며, 오디오 믹서에서 스피커로 신호를 다시 전달할 수도 있다.
음향공학에서 멀티코어라는 용어는 여러 가지를 의미할 수 있다:
- 아날로그 오디오 신호용으로 고안된 종단 처리되지 않은 멀티코어 케이블 (일종의 케이블 하니스)
- 멀티핀 커넥터 또는 여러 개별 커넥터가 있는 종단 처리된 케이블
- 종단 처리된 멀티코어 케이블 및 스테이지 박스의 전체 어셈블리

## 적용

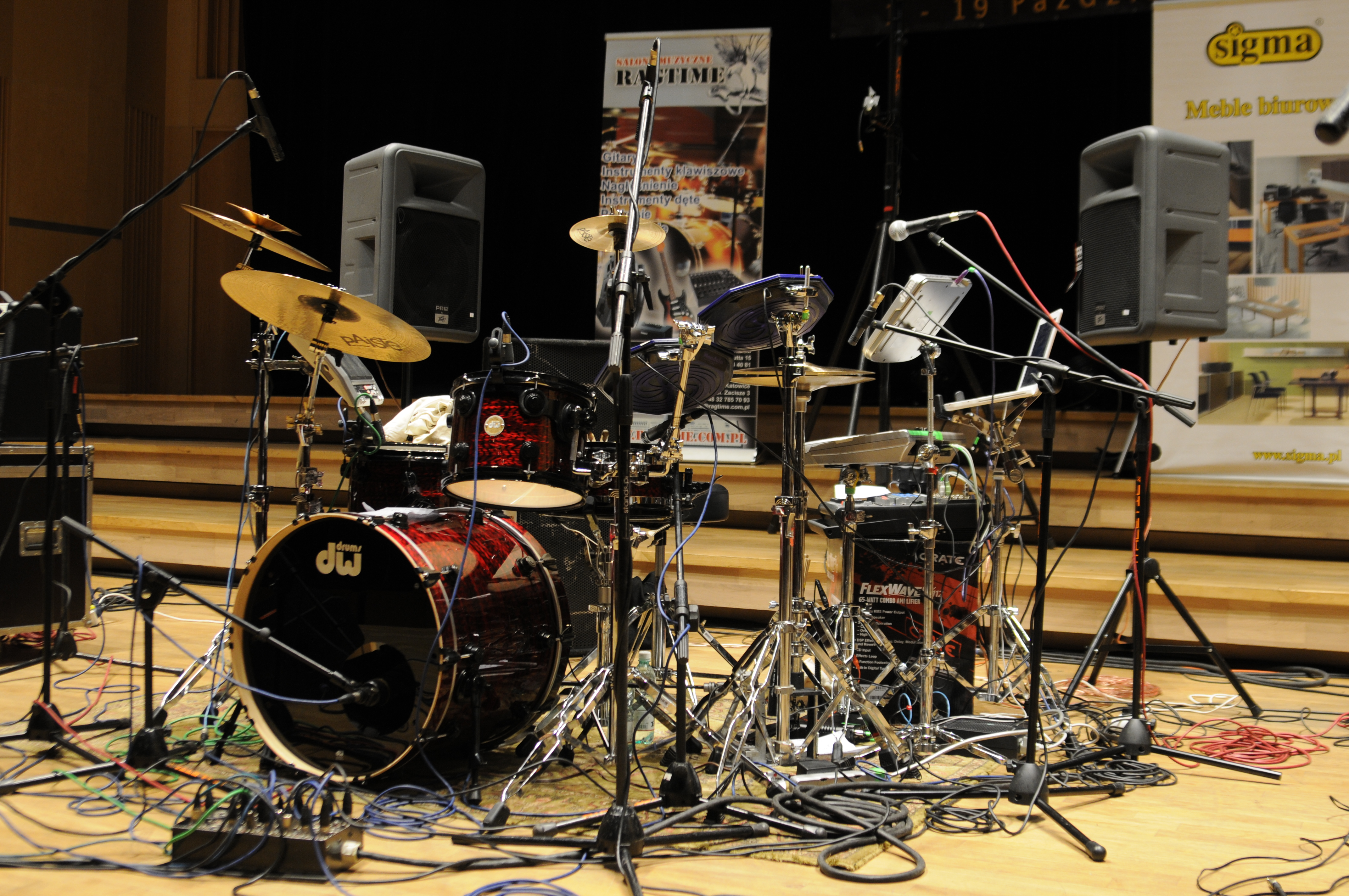
멀티코어의 전형적인 라이브 사용 (무대의 두꺼운 케이블)

멀티코어는 일반적으로 무대와 음향 믹서, 또는 라이브 룸과 컨트롤 룸 사이에 링크를 생성한다. 음향 보강에 사용될 때, 멀티코어 케이블은 스테이지 박스 또는 마이크 분배기에서 프론트 오브 하우스 사운드 믹서로 연결되어 믹싱 콘솔에 연결된다. 느슨하게 보관하거나 드럼에 보관하는 휴대용 멀티코어 케이블은 음악제와 같은 임시 야외 장소에서 음향 시스템을 설치할 수 있게 한다. 영구 설치, 특히 녹음실에서는 천장이나 이중 바닥을 통해 멀티코어 케이블이 연결된 바닥이나 벽에 스테이지 박스를 장착한다.
스네이크가 없으면, 예를 들어 무대에서 공연하는 록 밴드는 무대에서 믹싱 콘솔(일반적으로 공연장 뒤쪽에 위치)까지 20개 이상의 개별 마이크 케이블이 필요할 것이다. 이렇게 하면 설치가 더 어려워지고 케이블이 엉키며 각 케이블을 식별하기 어려울 것이다.

## 종류

### 종단 처리
응용 프로그램에 맞게 각 끝에서 다른 종단 처리 방법을 사용할 수 있다. 개별 커넥터가 사용될 때, 3핀 XLR 단자가 가장 일반적이지만, 1⁄4 인치 (6.35 mm) 폰 커넥터도 가끔 사용된다. 많은 개별 커넥터가 부채꼴로 펼쳐진 끝은 때때로 테일 또는 팬아웃(fanout)이라고 불리며, 일반적으로 믹싱 콘솔에 직접 연결된다.
멀티코어의 커넥터 수는 종종 8개 송신과 4개 반환에 대해 "8/4" 또는 "8×4"와 같은 표기법으로 지정된다. 송신은 일반적으로 마이크를 믹싱 콘솔에 연결하고, 반환은 믹싱 콘솔을 스피커에 연결한다. 반환만 있는 스네이크는 종종 드라이브 스네이크라고 불린다.
일부 시스템은 멀티라고 불리는 큰 멀티핀 커넥터를 사용하며, 이는 스네이크를 쉽게 연결할 수 있도록 한다. 예를 들어, 서브 스네이크를 메인 스테이지 박스에 연결할 수 있다. 이는 채널 수 또는 길이에 따라 시스템을 확장할 수 있게 한다. MIL-DTL-5015(역사적으로 MIL-C-5015) 기반의 커넥터가 일반적이다. 대안으로는 EDAC, Burndy 및 DB-25 커넥터가 있다.
| 송신/반환 | 채널 | 도체 | MIL-DTL-5015 |
| --------- | ---- | ---- | ------------ |
| 8/0       | 8    | 24   | 24핀         |
| 8/4       | 12   | 36   | 37핀         |
| 12/4      | 16   | 48   | 48핀         |
| 20/4      | 24   | 72   | 85핀         |

음향 보강 산업은 종종 독점적인 사전 제작 멀티코어를 사용하지만, 텔레비전 방송 산업은 DT12로 알려진 각 끝에 공통 37핀 커넥터가 있는 표준화된 12채널 멀티코어를 사용한다. 36개의 핀만 사용되며 때로는 사용되지 않는 핀은 생략된다. DT12 스네이크는 중계방송 트럭의 쉬운 연결을 위해 스포츠 경기장과 스타디움에 일반적으로 내장되어 있다.

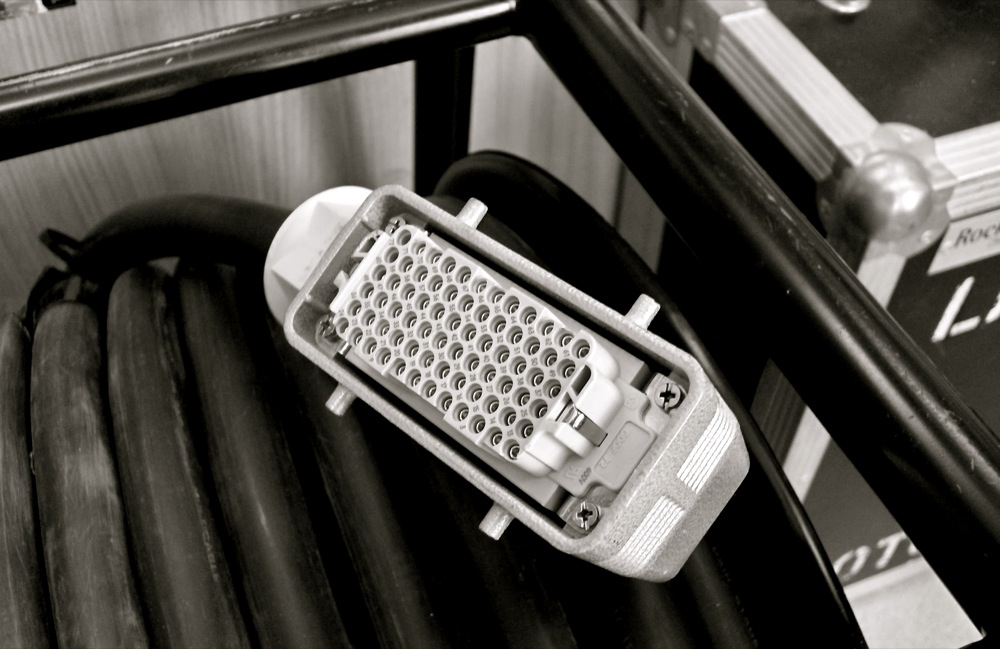
릴에 감긴 아날로그 멀티코어 케이블로, EDAC 멀티핀 커넥터를 보여준다.

### 서브스네이크
서브스네이크는 일반적으로 더 작은 멀티코어 케이블을 가리키거나 믹싱 콘솔에 직접 연결되지 않은 케이블을 가리킨다.:272 서브스네이크는 무대의 한쪽에서 메인 스네이크로 몇 개의 악기를 연결하는 데 사용될 수 있으며, 이는 더 깔끔하고 더 짧은 패치 케이블을 사용할 수 있게 한다. 서브스네이크는 드롭 박스라고 불리는 더 작은 스테이지 박스를 사용한다.

### 복합 멀티코어
복합 멀티코어는 한 케이블에 다른 유형의 신호를 결합한다. 여기에는 비디오용 동축 케이블 코어, 데이터용 연선 또는 주 전원용 저 전압 코어가 포함될 수 있다. 복합 멀티코어는 일반적으로 프로페셔널 비디오 카메라를 연결하는 데 사용되지만, 야마하 PM1D의 도입으로 라이브 이벤트 지원에서도 사용이 늘고 있다. PM1D는 복합 케이블을 사용하여 스테이지 박스에 연결한다.

### 브레이크아웃 케이블
오디오 멀티코어는 한쪽 끝에 복합(멀티핀) 커넥터가 있고 다른 쪽 끝에 개별 커넥터가 있는 경우 브레이크아웃 케이블의 한 종류로도 기능할 수 있으며, 때로는 팬(fan) 또는 그 변형이라고 불린다. 이는 오디오 엔진, 아날로그-디지털 변환회로 또는 디지털 믹싱 콘솔과 같은 스튜디오 내 연결을 위한 짧은 멀티코어에서 더 일반적이다. 멀티코어 케이블은 패치 패널이 외부 입출력을 연결하기 위한 접근점 또는 브레이크아웃 박스로 사용될 때 패치 패널의 앞면 또는 뒷면에 연결될 수도 있다.

## 케이블 구조
이 섹션에서 '코어'는 멀티코어 케이블 내의 단일 채널을 의미하며, '도체'는 단일 와이어를 의미한다.

### 코어 도체 배열
대부분의 오디오 멀티코어 케이블은 균형 오디오에 적합한 여러 개의 구리선 연선으로 구성된다.:50 노이즈를 줄이기 위해 각 채널의 차폐는 종종 다른 차폐와 분리된다. 균형 연결은 XLR 커넥터 또는 1⁄4 인치 (6.35 mm) TRS 폰 커넥터를 사용할 수 있다. 틀:위 참조
방송 산업은 고주파 간섭에 대한 차폐력이 증가했기 때문에 스타 쿼드 케이블을 포함하는 오디오 멀티코어를 사용하는 경향이 있다. 언밸런스드 오디오용으로 설계된 일부 멀티코어 케이블이 만들어지며, 여기에는 여러 개의 단일 코어 차폐 케이블이 포함되어 있다.

### 코어 차폐
멀티코어 내부의 개별 케이블은 일반적으로 독립적으로 차폐된다. 이는 케이블 간의 누화를 줄이고 각 케이블이 다른 케이블과 분리된 차폐 또는 접지를 가질 수 있도록 하여 원치 않는 험을 유발할 수 있는 그라운드 루프의 가능성을 크게 줄인다.
일반적으로는 도체 그룹 주위를 얇은 알루미늄으로 감싼 호일 스크린이 사용된다. 스크린 안에는 접지 연결을 용이하게 하는 절연되지 않은 드레인 와이어가 포함되어 있다.:1 덜 일반적인 구조는 도체 주위를 얇은 와이어로 감싼 랩 또는 편조 스크린이다. 이는 유연성을 향상시키지만 차폐 효과는 떨어진다.

### 코어 절연
이는 개별 코어 간의 차폐를 절연하는 데 사용되는 방법을 설명하며, 두 가지 접근 방식이 일반적이다. 첫 번째 방법은 각 개별 코어 주위에 압출 플라스틱 피복을 사용하여 멀티코어가 외부 피복 내부에 개별 오디오 케이블 여러 개가 묶여 있는 것처럼 보이게 한다. 두 번째 방법은 개별 피복을 없애고 일반적으로 차폐를 매우 얇은 플라스틱으로 감싸며, 일부 경우에는 이 플라스틱이 호일 피복에 접착된다.
개별 피복 구조는 개별 코어를 케이블 끝의 개별 커넥터에 쉽게 종단 처리할 수 있다는 장점이 있다. 단점은 케이블의 크기와 무게가 증가한다는 것이다. 개별 피복이 없는 케이블을 여러 커넥터에 종단 처리해야 하는 경우, 열수축 튜브를 사용하여 개별 피복을 만드는 것이 일반적인 관행이다.

### 전체 차폐
소수의 멀티코어 케이블은 전체 차폐만 있는 연선을 손상시킨다. 이들은 거의 사용되지 않으며 일반적으로 오래된 방송 설치에서만 발견된다. 이제 개별 차폐의 사용이 거의 표준이 되었다. 일부 멀티코어 케이블은 각 코어의 개별 차폐 외에도 전체 편조 차폐를 포함한다. 이는 또한 케이블의 기계적 내구성을 증가시킨다.

### 전체 절연
멀티코어 케이블은 일반적으로 개별 케이블 묶음을 보호하는 두꺼운 PVC 또는 가교 폴리에틸렌 피복을 가지고 있다. PVC 피복은 내부 케이블 주위에 압출되어 케이블을 단단히 고정시킨다. 이는 케이블이 단단한 편조에서 벗어나는 것을 방지하고(코르크스크루 현상이라고 알려짐) 사람이 케이블을 밟는 것과 같은 기계적 스트레스를 흡수한다.:243 일반적인 48채널 멀티코어는 외부 지름이 1 인치 (25 mm)이다.

### 코어 식별
다른 케이블 제조업체는 차폐된 케이블 쌍을 식별하는 데 다른 방법을 사용한다. 벨덴 (전자 회사)는 최대 52쌍의 케이블 제품에서 각 도체에 대한 순서대로 된 색상 코드와 번호를 가지고 있다. 플레넘 케이블의 경우 각 쌍은 내부 표면에서만 전도성인 특허받은 벨드포일(Beldfoil) 차폐로 덮여 있다. 휴대용 케이블의 경우 땋은 머리를 사용한다. 카나레, 모가미, 클라크 와이어 & 케이블 및 GEPCO는 개별 쌍의 PVC 절연에 번호를 표시한다.

## 디지털 대안
전통적인 아날로그 멀티코어 케이블이 음향 공학에서 흔히 사용되는 반면, 디지털 믹싱 콘솔의 등장은 여러 신호를 장거리로 전송해야 하는 많은 시나리오에서 이른바 디지털 멀티코어를 선호하게 만들었다. 기술적으로는 멀티코어 케이블이 아니지만, 이 새로운 시스템은 동일한 기능을 수행하며, 단일 연선 또는 광케이블을 통해 믹싱 콘솔에 직접 연결되는 디지털 스테이지 박스로 구성된다. 스테이지 박스는 DA 및 AD 변환기를 통해 아날로그 신호와 디지털 신호 간을 변환한다.
이것은 단일 소형 케이블만 연결하면 되므로 설치 및 이동이 훨씬 쉽다는 장점이 있다. 디지털 오디오 신호는 또한 전자파장애에 거의 영향을 받지 않으며, 이는 장거리 케이블 연결과 같은 일부 응용 분야에서 큰 장점이다. 때로는 무대와 사운드 데스크 사이에 단일 디지털 케이블만 연결되고, 모든 오디오 처리는 믹싱 콘솔과 스테이지 박스에서 디지털 형식으로 이루어진다.
디지털 멀티코어에 사용되는 일반적인 프로토콜에는 오디오 오버 이더넷 및 AES10 (MADI)이 있다.